# Betula nana
La betulla nana (Betula nana L., 1753) è una pianta della famiglia Betulaceae,  che si trova principalmente nella tundra delle regioni Artiche.

## Descrizione

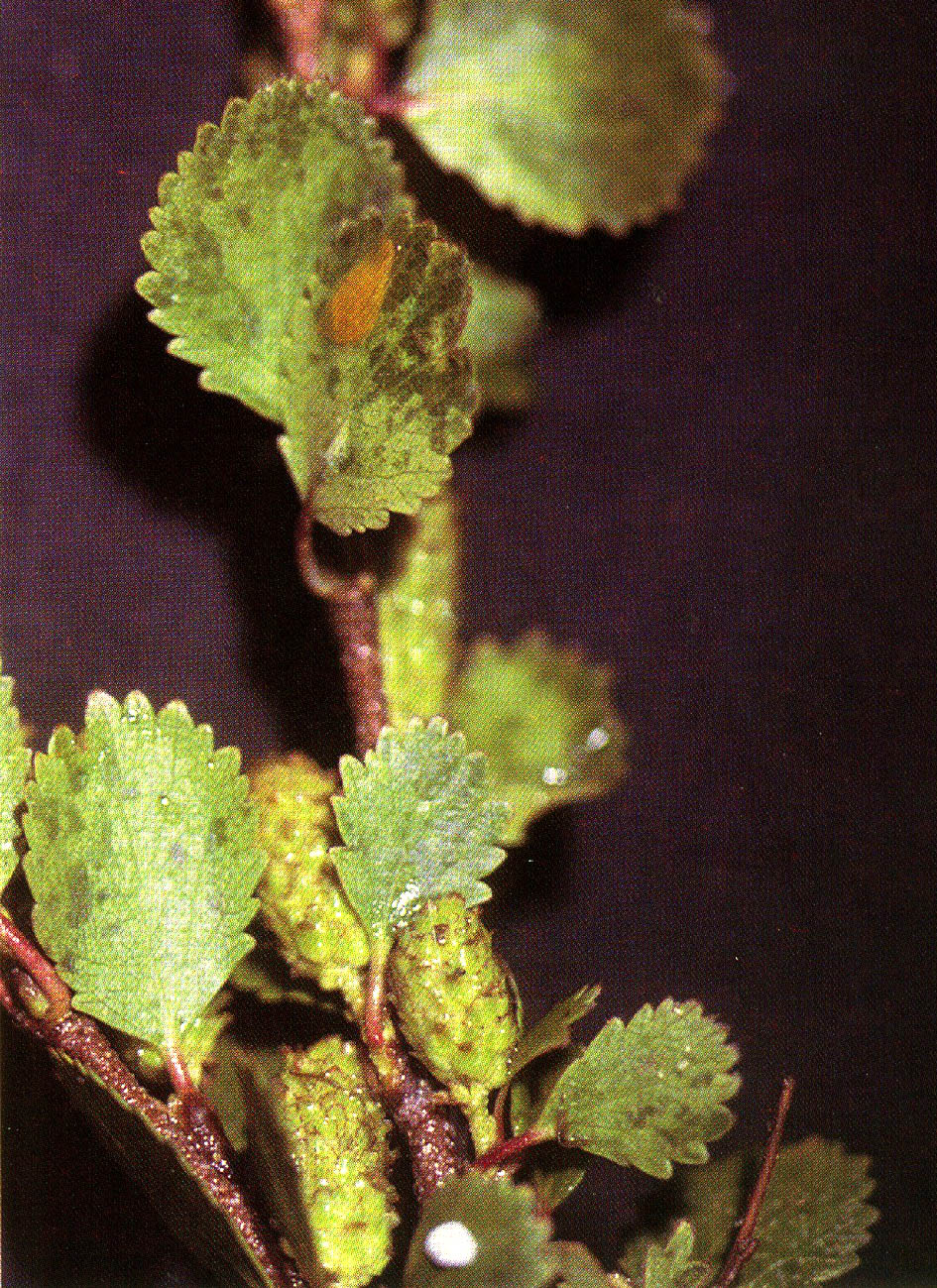
Dettaglio delle foglie

La betulla nana è un cespuglio legnoso che raggiunge l'altezza massima di un metro e venti centimetri. La corteccia è color rosso rame e lucida.

Le foglie sono arrotondate, con un diametro di 6–20 mm, i margini sono seghettati. La pagina superiore delle foglie è di un verde più scuro. Le foglie crescono dopo lo scioglimento della neve e in autunno diventano rosse.

Gli amenti sono eretti, lunghi 5–15 mm e larghi 4–10 mm.

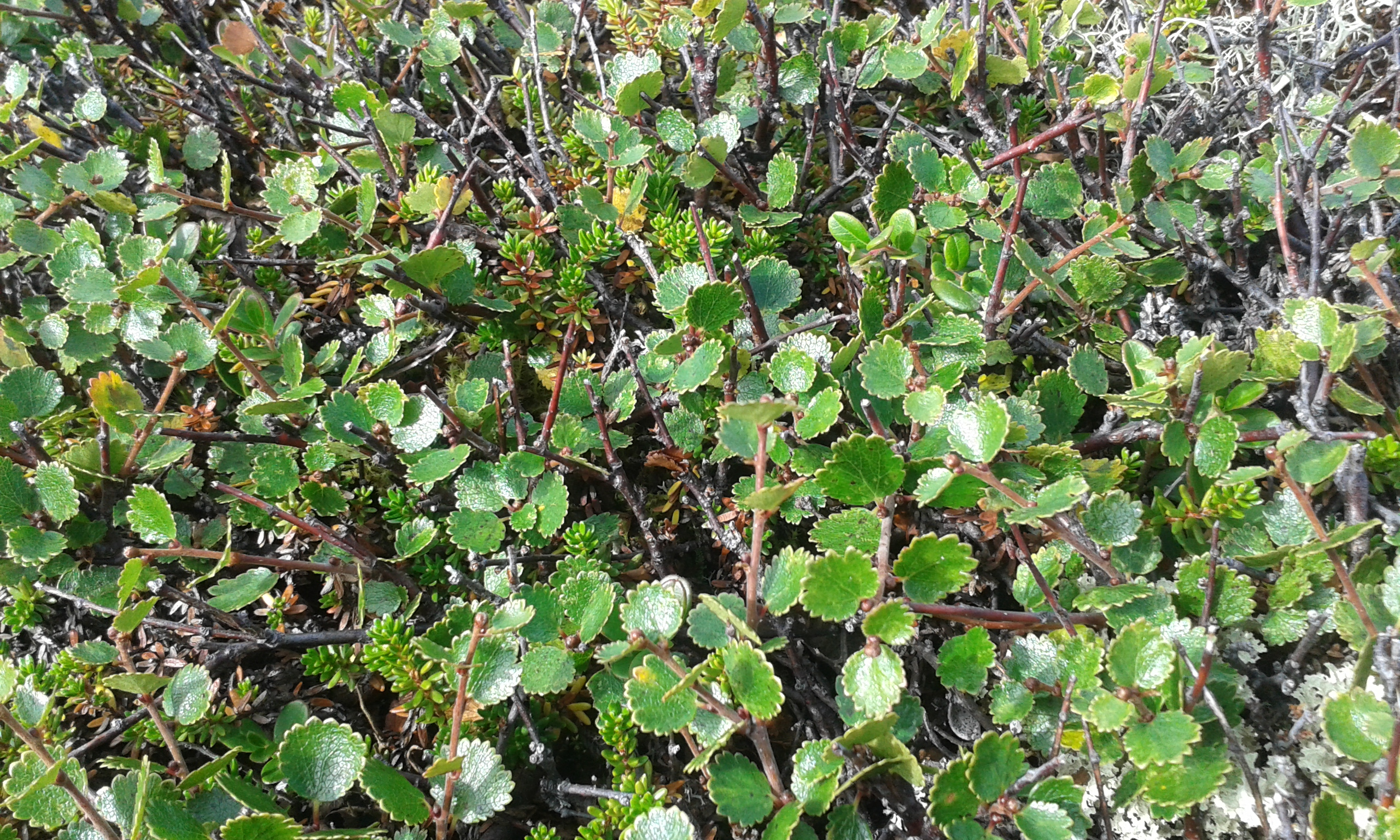
Betula nana in Norvegia a 1000 m s.l.m.

## Distribuzione e habitat
L'areale di Betula nana si estende dall'Isola di Baffin e dalla Groenlandia, sino all'Islanda, alla Scozia e alle isole Svalbard. In Europa settentrionale la specie è presente in Scandinavia e nei Paesi Baltici, spingendosi attraverso la Russia sino alla Siberia. Popolazioni disgiunte sono presenti ad alta quota sulle Alpi e sui monti Carpazi.
Popola la tundra artica e alpina e le brughiere subalpine.

In generale preferisce siti umidi ma ben drenati e poveri di nutrienti, con un terreno acido che può essere xerico o roccioso. La Betula nana ha poca tolleranza per l'ombra.

## Genoma
Il genoma di Betula nana è stato sequenziato nel 2013 da un gruppo di ricercatori della Queen Mary University of London.